# Yves Boquien
Yves Boquien est un médecin français né le 30 mai 1904 à Nantes et mort le 16 août 1976 à Nantes.

## Biographie
Yves Henri Marie Boquien est le fils d'Edmond Boquien, avoué, et de Marguerite Marie Dubois de La Patellière. Il épouse Yolande Condroyer, fille de Dr Louis Condroyer et d'Anne-Marie Robiou du Pont.
Il suit des études à la faculté de médecine de Paris et fait son externat à Nantes et à Paris. Après avoir fini son internat, il devient professeur de pathologie et clinique médicale à l'École de médecine de Nantes en 1934 et médecin des hôpitaux de Nantes l'année suivante. Il est promu médecin-lieutenant de réserve en 1940.
De 1947 à 1968, il est maire de Brains, commune où se trouvait sa propriété,.
En 1955, il passe professeur de chirurgie médicale de la Faculté mixte de médecine et de pharmacie de Nantes nouvellement recréée. Doyen de la faculté mixte de médecine et de pharmacie de 1958 à 1967, succédant au premier doyen René Auvigne, il joue un rôle important dans l'organisation de cette nouvelle faculté.
Il réalise plusieurs missions à l’étranger (Bruxelles et Anvers en 1956, Lausanne en 1959, etc) pour le compte du ministère, entre 1956 et 1959.
Le 3 mars 1964, il est élu membre correspondant national de l'Académie nationale de médecine (division de médecine).

## Travaux
Ses travaux se porte principalement sur la gastro-entérologie et à la neurologie, à l'hématologie et aux maladies infectieuses.
Il s'intéresse ainsi à la curabilité des cirrhoses et des amibiases, à l'épreuve de la phénol-phtaléine, à la dilatation congénitale des canaux biliaires, à la fixation de l'iode radioactif, aux hépatites professionnelles et alcooliques, à la sprue et les lipoïdes, à la leptospirose, aux méningites à entérocoque, à la spirochétose, à la primo-infection tuberculeuse, à l'hématologie, la coagulation du sang et la leucémie, etc.
Il publie notamment dans La Presse médicale, dans le Bulletin de la Société médicale des hôpitaux de Paris, dans les Archives des maladies de l'appareil digestif, dans la Revue générale des sciences pures et appliquées, dans L'Hygiène mentale, etc.

### Publications
- L'Alcoolisme : Physio-pathologie de l'alcool éthylique, alcoolisme aigu, alcoolisme digestif, avec Paul Perrin, Claude Lenne et Yvette Lenne (1960)
- Titres et travaux scientifiques (1959)
- Méningites aiguës curables, avec Maurice Roch, Edmond Lesné, René Cruchet (1936)
- La Spirochétose méningée, avec Jean Troisier (1933)
- La Méningite lymphocytaire curable (1933)
- La Xanthomatose cranio-hypophysaire (Maladie de Schiller-Christian), avec Edmond Lesné, J.-A. Lièvre (1933)
- Résultats comparés de l'interférométrie et du métabolisme de base dans les états hyperthyroïdiens, avec Maxime Laignel-Lavastine (1932)

## Distinctions
- Chevalier de la Légion d'honneur (1962)[6],[7]
- Officier de l'ordre de la Santé publique (1959)[7]
- Officier de l'ordre des Palmes académiques (1957)[7]
- Prix Bellion, de l'Académie des sciences (1934)[8]
- Prix Guérétin, de l'Académie de médecine (1935)[9]
- Médaille d'argent de l'Académie de médecine[10]
- Médaille de vermeil de l'Académie de médecine[10]

## Hommages
- Rue Professeur-Yves-Boquien, à Nantes
- Rue Professeur-Yves-Boquien, à Brains

### Sources
- Index biographique des membres, des associés et des correspondants de l'Académie de médecine, 1820-1990, 1991, p. 23
- Tommaso Nappo, Index biographique français. Volume 1, 1998